# Nabinae
Nabinae is een onderfamilie van sikkelwantsen. De familie werd voor het eerst wetenschappelijk beschreven door Costa in 1853.

## Taxonomie
De familie bevat de volgende geslachten:

- Tribus: Arachnocorini Reuter, 1890
  - Arachnocoris Scott, 1881
- Tribus: Carthasini Blatchley, 1926
  - Carthasis Champion, 1900
  - Praecarthasis Kerzhner, 1986
- Tribus: Gorpini Reuter, 1909
  - Gorpis Stål, 1859
  - Neogorpis Barber, 1924
- Tribus: Nabini Costa, 1853
  - Arbela Stål, 1866
  - Himacerus Wolff, 1811
  - Hoplistoscelis Reuter, 1890
  - Lasiomerus Reuter, 1890
  - Metatropiphorus Reuter, 1872
  - Nabis Latreille, 1802
  - Omanonabis Asquith & Lattin, 1991
  - Stenonabis Reuter, 1890